# Rede Amazônica Porto Velho
Rede Amazônica Porto Velho é uma emissora de televisão brasileira sediada em Porto Velho, capital do estado de Rondônia. Opera no canal 4 (14 UHF digital) e é afiliada da TV Globo. A emissora faz parte do Grupo Rede Amazônica, um complexo de emissoras de rádio e televisão espalhadas pelo norte brasileiro (exceto nos estados do Pará e Tocantins), fundado pelo empresário Phelippe Daou.

## História
Foi fundada em 13 de setembro de 1974, pelo jornalista Phelippe Daou, proprietário da Rede Amazônica, que tem sua sede em Manaus, AM. Desde sua fundação a TV Rondônia teve apoio financeiro decisivo do Governo de Rondônia e da Prefeitura de Porto Velho para sua manutenção como importante veículo de informação e entretenimento para a população da capital rondoniense. A instalação da emissora, tanto na capital como em outros municípios rondonienses, só foi viabilizada como resultado de contratos firmados entre a Rede Amazônica e o Poder Executivo, o que permitiu ao empresário consolidar e expandir rapidamente seu projeto de comunicação para a região.
Em 2010, houve a estadualização dos sinais das emissoras da Rede Amazônica em seus respectivos estados, o que significa que cada emissora em seu estado de origem envia a programação local para seus próprios municípios (antes as emissoras do interior dos estados cobertos pela Rede Amazônica recebiam a programação originada pela TV Amazonas, de Manaus). Com isso, a TV Rondônia ganhou um sinal no satélite StarOne C3 na frequência 4193 Mhz, Taxa de Símbolos: 4762, na polarização Vertical em transmissão HDTV (codificado) para uso exclusivo de suas transmissoras no interior do estado de Rondônia.
Em 1 de junho de 2012, a emissora ganha uma página para divulgação de suas matérias jornalísticas no Portal G1, das Organizações Globo. A página pode ser acessada através do endereço g1.globo.com/ro/rondonia.
Em 21 de julho de 2012, é lançado oficialmente o sinal digital em HDTV para a cidade de Porto Velho. Nessa mesma data, a emissora reinaugura seu prédio (que passou por reformas durante o período de implantação do sinal digital) e estreia novos cenários para seus telejornais, ganhando o mesmo formato do Jornal do Amazonas e de outros telejornais da Rede Globo, de forma a se aproximar de seus telespectadores.
No dia 3 de janeiro de 2015, a TV Rondônia e todas as emissoras da Rede Amazônica deixam de utilizar o nome de suas filiais, passando a utilizar apenas a nomenclatura da rede. O objetivo disto é integrar todas as emissoras, de forma a fortalecer a marca e padronizar a qualidade da programação. Com a unificação da marca, as emissoras da Rede Amazônica deixam de utilizar seus nomes próprios nas vinhetas e na divulgação dos seus programas, sem no entanto mudar de nome.
Em 26 de novembro, um raio atingiu a sede da emissora em Porto Velho, tirando o seu sinal do ar por cerca de 40 minutos. Como o raio danificou vários equipamentos, a programação local e a geração de comerciais ficou prejudicada, e a emissora voltou ao ar retransmitindo o sinal da TV Amazonas, cabeça-de-rede da Rede Amazônica em Manaus, Amazonas. O Jornal de Rondônia acabou sendo cancelado, e em seu lugar foi exibido o Jornal do Amazonas. Durante a madrugada, a emissora conseguiu sanar os problemas e reiniciou sua transmissão local no dia seguinte.